# Agents amortidors de Good
Els agents amortidors de Good (en anglès:Good's buffers o Good buffers) són 20 agents amortidors seleccionats per a la recerca científica en bioquímica i en la biologia que van ser descrits per Norman Good i col·laboradors durant els anys 1966-1980. La majoria dels amortidors són nous compostos zwitteriònics els MES, ADA, BES o la bicina) ja eren compostos coneguts.

## Criteris de selecció
1. pKa.
2. Solubilitat.
3. Impermeabilitat de la membrana.
4. Efectes salins mínims.
5. Influències sobre la dissociació.
6. Bon comportament en interaccións catiòniques.
7. Estabilitat.
8. Inerts bioquímicament.
9. Absorbança òptica.
10. Facilitat de preparació.

## Amortidors de Good[4]
| Amortidor          | pKa a 20 °C | ΔpKa/°C | Solubilitat en aigua a 0oC |
| ------------------ | ----------- | ------- | -------------------------- |
| MES                | 6.15        | -0.011  | 0.65M                      |
| ADA                | 6.62        | -0.011  | -                          |
| PIPES              | 6.82        | -0.0085 | -                          |
| ACES               | 6.88        | -0.020  | 0.22M                      |
| MOPSO              | 6.95        | -0.015  | 0.75M                      |
| Clorur de colamina | 7.10        | -0.027  | 4.2M (As HCl)              |
| MOPS               | 7.15        | -0.013  | Gran                       |
| BES                | 7.17        | -0.016  | 3.2M                       |
| TES                | 7.5         | -0.020  | 2.6M                       |
| HEPES              | 7.55        | -0.014  | 2.25M                      |
| DIPSO              | 7.6         | -0.015  | 0.24M                      |
| Acetamidoglicina   | 7.7         | -       | Molt gran                  |
| TAPSO              | 7.7         | -0.018  | 1.0M                       |
| POPSO              | 7.85        | -0.013  | -                          |
| HEPPSO             | 7.9         | -0.01   | 2.2M                       |
| HEPPS              | 8.1         | -0.015  | Gran                       |
| Tricina            | 8.15        | -0.021  | 0.8M                       |
| Glicinamida        | 8.2         | -0.029  | 6.4M (Com HCl)             |
| Bicina             | 8.35        | -0.018  | 1.1M                       |
| TAPS               | 8.55        | -0.027  | Gran                       |